# Titus Domitius Hieron
Titus Domitius Hieron war ein im 3. Jahrhundert n. Chr. lebender Angehöriger des römischen Ritterstandes (Eques). In dem Militärdiplom wird sein Name als Domitius Hiero angegeben.
Durch eine Inschrift, die bei Old Penrith gefunden wurde und die auf 201/300 datiert wird, ist belegt, dass Hieron Präfekt der Cohors II Gallorum equitata war, die zu diesem Zeitpunkt in der Provinz Britannia stationiert war. Durch ein Militärdiplom, das auf den 23. März 178 datiert ist, ist belegt, dass ein Domitius Hiero Kommandeur der in Britannien stationierten Cohors II Gallorum veterana war. Bei dem Hieron der Inschrift und dem Hiero des Diploms dürfte es sich daher um dieselbe Person handeln. Er stammte aus Nicomedia.